# Roseto degli Abruzzi
Roseto degli Abruzzi, meistens nur Roseto, ist mit 25.617 Einwohnern (Stand 31. Dezember 2023) die zweitgrößte Stadt in der Provinz Teramo.

## Geographie und Geschichte
Der Ort erstreckt sich hauptsächlich von Nord nach Süd entlang der Küste und steigt teilweise in die Hügel auf der Westseite auf. Hauptverkehrsader und Durchgangsstraße ist die Via Nazionale, die parallel zum Meer verläuft. Die Stadt hat eine größere Strandpromenade am Adriatischen Meer, die zentraler Treffpunkt ist. Auf der gesamten Länge verfügt Roseto degli Abruzzi über Sandstrand. Im Wasser vor dem Strand wurden in regelmäßigen Abständen Felsreihen aufgeschüttet, um die Strömung zu mindern.
Wegen der guten Wasserqualität hat Roseto die Blaue Flagge erhalten. Der Fluss Vomano fließt bei Roseto in die Adria.
Roseto degli Abruzzi nannte sich von 1877 bis 1927 Rosburgo.

## Sport
Bis vor kurzem verfügte die Stadt mit den Roseto Sharks über eine Erstliga-Basketballmannschaft, bis diese jedoch nach Sponsor- und Lizenzschwierigkeiten der Zwangsabstieg ereilte. Unter anderem spielten die deutschen Nationalspieler Stephen Arigbabu und Misan Nikagbatse sowie der ehemalige US-Spieler der Bonner Baskets Brad Traina hier.

## Weinbau
Auf dem Gebiet der Stadt werden Reben der Sorte Montepulciano für den DOC-Wein Montepulciano d’Abruzzo angebaut.